# Carson Mansion
Carson Mansion ist ein Baudenkmal im Historic District Old Town Eureka, Kalifornien.
Carson Mansion wurde in den 1880er Jahren von dem Holzfabrikanten William Carson erbaut. Das im Queen Anne Style errichtete Holzhaus hat drei Stockwerke und einen reich verzierten Turm. Die fein gearbeiteten Schnörkel und das Rankenwerk zählen zu den sehenswertesten im Bundesstaat. Carson Mansion war bis in die 1940er Jahre in Familienbesitz und gehört seitdem einem Gentlemen’s Club namens Ingomar. Es ist der Öffentlichkeit nicht zugänglich. Carson Mansion gilt als eines der am häufigsten fotografierten Viktorianischen Gebäude in Kalifornien.
Am 15. Oktober 1991 wurde Old Town Eureka und dadurch Carson Mansion als eines von 154 Contributing Properties in das National Register of Historic Places aufgenommen.